# Araxás
O termo Araxás se refere a diferentes grupos indígenas do Brasil. Um desses grupos eram guaranis que habitavam o estado de Santa Catarina, no Brasil, nos séculos XVI e XVII, e que também foram chamados de carijós e patos. Outro grupo habitava a região do atual município de Sacramento, em Minas Gerais, no século XVIII.

## História
Até fevereiro de 2008, inexistia prova documental da existência dos índios araxás no Triângulo Mineiro. O pesquisador Tarcísio José Martins encontrou três documentos que provam os seguintes fatos.
Estes índios viviam na margem direita do rio Grande, passagem do caminho de São Paulo. Em 1749, pediram ao governador de Goiás para serem aldeados por jesuítas, sob a proteção do bandeirante paulista Antonio Pires de Campos, o Pai Pirá.
O governador autorizou as despesas e mandou vir dois jesuítas de São Paulo, aos quais autorizou construir, por conta de Pires de Campos, uma aldeia na margem esquerda do rio Claro, perto da barra deste no rio das Velhas. A Aldeia do Rio das Velhas, na margem direita desse rio, hoje Indianópolis, portanto, é outra aldeia, criada em 1750/1751 pelos mesmos jesuítas.
Enquanto isto, em 1750, Pires de Campos recebeu incumbência de ir ao norte da capitania goiana buscar mais índios para os aldeamentos do Triângulo. Os índios Caiapós, em guerra havia muitos anos com os brancos, aproveitaram-se da ausência de Pires de Campos e de seus soldados índios, e atacaram a nova aldeia. Mataram todos os homens da tribo Araxá. Ainda segundo as correspondências da Capitania de Goiás, os Caiapós levaram as mulheres e crianças Araxás sobreviventes como prisioneiras e as teriam devorado a todas, pois era costume dos Caiapós comer carne humana, mesmo que fosse de outros índios, como atestam estas e dezenas de outras correspondências oficiais da época.
A notícia das três correspondências é pois, do total extermínio da tribo Araxá entre o ano 1750 e começo de 1751. Enquanto isto, Pires de campos, emboscado por outros índios no norte de Goiás foi ferido por uma flecha. O ferimento se inflamou e, quando dava guarda a um comboio que levava o ouro dos quintos de Vila Boa para Paracatu, "na referida diligência faleceu da vida presente, nas ditas minas do Paracatu", como atestou seu companheiro Antônio de Sá Pereira em 20 de dezembro de 1751. Foi substituído na comandância das tribos aquarteladas no, então, Triângulo Goiano, pelo bandeirante João de Godoy Pinto da Silveira, que continuou a luta contra os Caiapós. Este bandeirante - e não Inácio Correia Pamplona - foi quem dominou os Caiapós e os aldeou em Goiás (aldeia de São José, na região de Serra Dourada, perto de Vila Boa) como atesta Auguste de Saint-Hilaire em 1819 - in Viagem à Província de Goiás, p. 59-72.
Os citados documentos que dão conta do extermínio dos Araxás, trazidos de Portugal para o Brasil pelo Projeto Resgate de Documentação Histórica Barão do Rio Branco, foram publicados pelo Centro de Memória Digital da Universidade de Brasília e podem ser lidos no site da Universidade de Brasília.